# Pârâul Ursului, Râul Negru
Pârâul Ursului este un curs de apă, afluent al râului Pădureni. 